# Mandat (politika)
Mandat (iz lat. ex manu datum „dati iz ruke“) označava u svezi demokratskog političkog poredka funkciju ili ovlasti koju glasovanjem biračko tijelo dodjeljuje članu zakonodavnog tijela. Mandat dodjeljuje mandataru autoritet izborne jedinice za njegovo djelovanje u funkciji predstavnika izborne jedinice.
Razdoblje između izbora često se naziva mandat i kada vlada traži ponovni izbor ponekad to naziva da želi "novi mandat".
Postoje razne vrste mandata, kao što je primjerice imperativan mandat, slobodan mandat i dr. 